# Нижнебурлукский сельский округ
Нижнебурлукский сельский округ (каз. Төменгі бұрлық ауылдық округі) — административная единица в составе Айыртауского района Северо-Казахстанской области Казахстана. Административный центр — село Нижний Бурлук.
Население — 1505 человек (2009, 1625 в 1999, 1983 в 1989).

## История
Нижнебурлукский сельсовет образован 6 декабря 1939 года. 24 декабря 1993 года решением главы Кокчетавской областной администрации создан Нижнебурлукский сельский округ.
В состав сельского округа вошла часть территории ликвидированного Куспекского сельского совета (село Куспек). В 2018 году село Куспек (площадь 14,41 км²) было передано в состав Константиновского сельского округа. 21 июня 2019 года было ликвидировано село Алтынбулак.

## Состав
В состав округа входят такие населенные пункты:
| Населенный пункт      | Население, человек (1989) | Население, человек (1999) | Население, человек (2009) |
| --------------------- | ------------------------- | ------------------------- | ------------------------- |
| Алтынбулак, село      | 175                       | 112                       | 37                        |
| Нижний Бурлук, село   | 1258                      | 1029                      | 1071                      |
| Жаксы Жалгызтау, село | 550                       | 484                       | 397                       |